# コンプレックスBANZAI!!
「コンプレックスBANZAI!!」は、1986年5月21日に発売された浅香唯の4枚目のシングル。

## 解説
- 本人出演の雪印「ヨグール」CMソング。
- 2枚目のオリジナル・アルバム『Star Lights』にはSpecial Mix Versionで収録されている。
- 1989年夏のコンサートツアーではこの曲がオープニングを飾り、シングルとはまったく別のアレンジで歌われた。なお、その映像はライブ・ビデオ『ロックンロール・サーカス'89 浅香唯スパークリング・ライブ』に、またCD音源としては11枚組CD-BOX『浅香唯大全集 THE COMPLETE BOX』の特典ディスク「1989.8.23 Yui Asaka Special Live in Osaka」（ライブ・ビデオとは別会場の別音源）に収録されている。

## 収録曲
- 両楽曲共に、編曲：西本明

1. コンプレックスBANZAI!!
作詞：神沢礼江／作曲：三浦一年
2. 乙女のX day
作詞：森雪之丞／作曲：中崎英也

## 関連作品
- コンプレックスBANZAI!!
  - Star Lights - Special Mix Version
  - Present
  - シングル・コレクション
  - 浅香唯大全集 THE COMPLETE BOX
  - CRYSTALS 〜25th Anniversary Best〜
  - 浅香唯 ザ・ベスト
  - 浅香唯 30周年記念コンプリートBOX
  - ONLY YUI （映像作品）
  - ロックンロール・サーカス'89 浅香唯スパークリング・ライブ （映像作品）
- 乙女のX day
  - Star Lights
  - 浅香唯大全集 THE COMPLETE BOX
  - 浅香唯 30周年記念コンプリートBOX